# 패솔로지
《패솔로지》(영어: Pathology 퍼솔러지[*])는 미국에서 제작된 마르크 쇨러만 감독의 2008년 범죄 공포 영화이다. 마일로 벤티밀리아 등이 출연하였고, 브라이언 테일러 등이 제작에 참여하였다. 2008년 4월 11일 영국에서 전 세계 최초로 상영되었으며 2008년 4월 18일 미국에서 한정 개봉되었다.

## 출연
- 마일로 벤티밀리아
- 마이클 웨스턴
- 얼리사 밀라노
- 로런 리 스미스
- 조니 휘트워스
- 존 더랜시
- 메이 멀란슨
- 키어 오도널
- 댄 캘러핸
- 래리 드레이크

## 기타 제작진
- 배역: 낸시 네이어, 켈리 와그너
- 미술: 제리 플레밍
- 의상: 프랭크 헬머